# Zuism

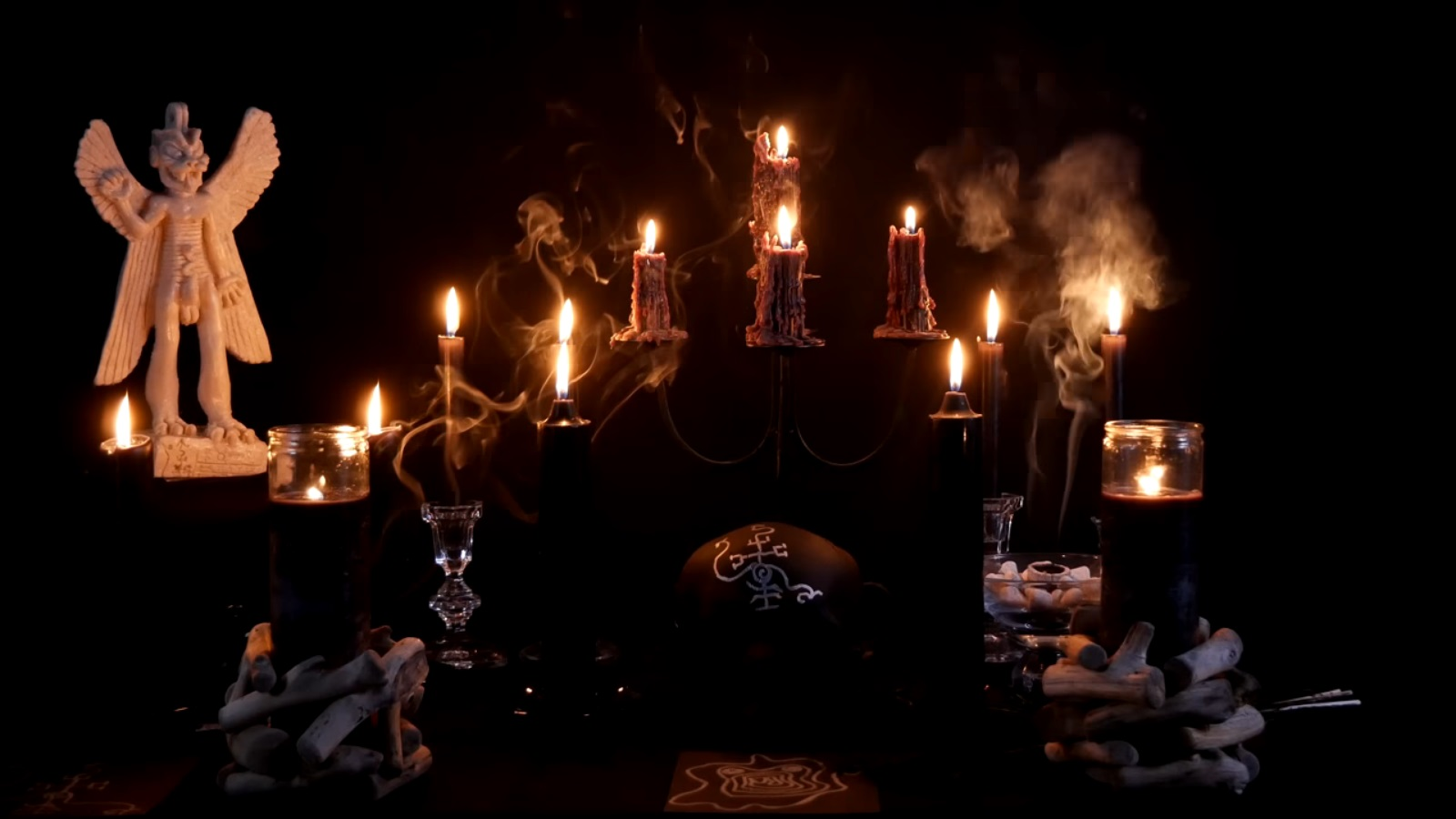
Ett zuistaltare tillägnat Pazuzu som tillhör en amerikansk utövare av mesopotamiska kulter.

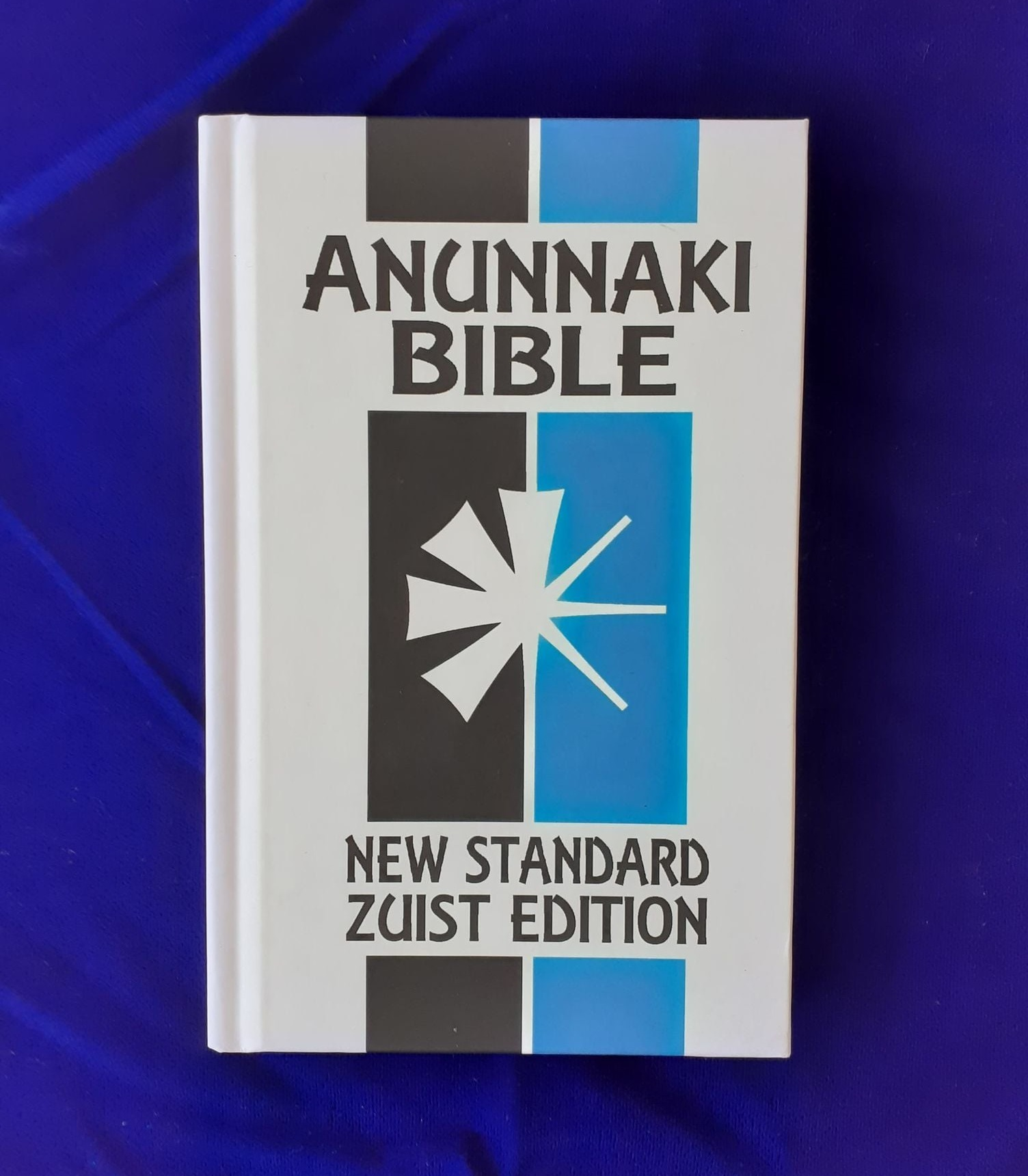
Anunnaki-bibeln om mardukitisk zuism.

Zuism (arabiska: الزوئية al-Zuiyya), även känd som sumerisk-semitisk nyhedendom eller mesopotamisk-kanaanitisk nyhedendom, även känd som natib qadish (ugaritiska: ntb qdš 𐎐𐎚𐎁𐎟𐎖𐎄𐎌), är en gruppering av nyhedniska rörelser som återupplivar sumeriska och mesopotamiska, semitiska och kanaanitiska religiösa traditioner. Det finns zuistiska grupper i USA, Västeuropa, Östeuropa och Mellanöstern.
Dess ursprung går tillbaka till 1960- och 1970-talet bland nyhederna i Ungern, särskilt Ferenc Badiny Jós (1909–2007), som skrev Magyarbibeln och grundade den zuistiska "Ungerska kyrkan". Mesopotamisk nyhedendom har också odlats av den amerikanska esoteriska författaren Joshua Free, som har spridit sina läror sedan 2008 under namn på "mardukitisk zuism".
I Island användes en lokal zuistisk organisation,  Zuism trúfélag , som officiellt erkändes av staten 2013, för att kringgå religionskatten och protestera mot banden mellan religion och stat. De flesta anhängare är unga människor, anslutna till Internet och människor som redan har avskrivits från kristendom.

## Etymologi
Ordet "zuism" kommer från verbet sumeriska zu 𒍪 (akkadiska: idû), vilket betyder "att veta". "Zuism" betyder därför "kunskapsreligion", och ordet användes först av den amerikanska zuisten Joshua Free i mitten av 2000-talet. Orden natib och qadish kommer från ugaritiska språket, språket i den antika kanaanitiska stadstaten Ugarit. Natib betyder "väg" och qadish betyder "helig". Tillsammans betyder natib qadish därför "helig väg". Anhängarna av denna religion kallas qadish, plural qadishuma, och prästerna, män och kvinnor, kallas respektive qadishu och qaditshu.

## Typer av zuism

### Ungersk zuism
Den första organiserade zuistiska rörelsen startades av ungerska assyriologen Ferenc Badiny Jós (1909–2007), Ida Bobula, och andra författare som Tibor Baráth, Victor Padányi och András Zakar, på 1960- och 1970-talet bland ungerska nyheder som försökte koppla ungarnarnas ursprung med de antika sumererna. Ferenc Badiny Jós, som emigrerade till Buenos Aires, Argentina, grundade en "Ungersk kyrka" (Magyar Egyház) av sumerisk tradition, vars arv fortsätter bland zuister (sumeriska nyhedningar) i Ungern. Ett viktigt arv från Badiny Jós är hans Magyarbibel av sumerisk tradition.

### Mardukitisk zuism

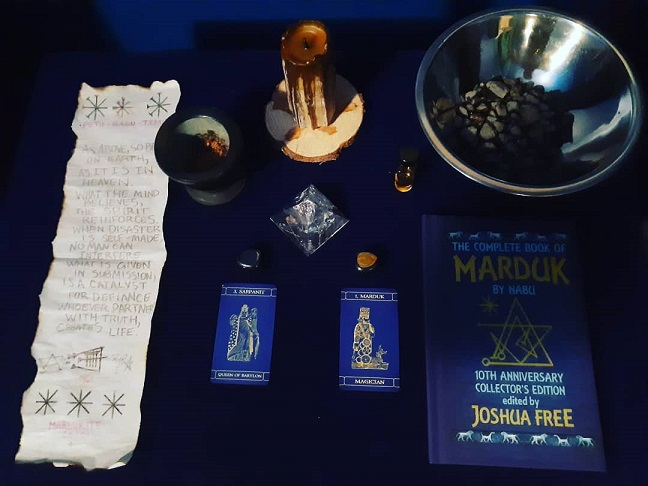
Altare för en kanadensisk mardukitisk zuist. På omslaget till Book of Marduk finns den zuistiska merkabah (vagnen), sättet att ansluta till de sju Anunnaki och den högsta treenigheten (Anu, Enlil, Enki).

Mardukitisk zuism (Mardukite Zuism) är en zuistisk doktrin grundad av den amerikanska esoteriska författaren Joshua Free 2008 och införlivad av den "Mardukitiska zuismens grundande kyrka" (Founding Church of Mardukite Zuism). Hans religiösa böcker inkluderar Anunnaki Bible New Standard Zuist Edition, Mardukite Zuist Necronomicon, The Power of Zu och många andra teori- och praktikskrifter av samma författare. Joshua Free definierar zuism som en "systemologi" och "andlig teknik" för självförverkligande, det vill säga återföreningen av jaget med Gud, och, förutom "kunskap", ger zu betydelsen av "medvetenhet ", och tolkar det som den strålande energi som genomsyrar alla levande varelser.

### Irakisk zuism

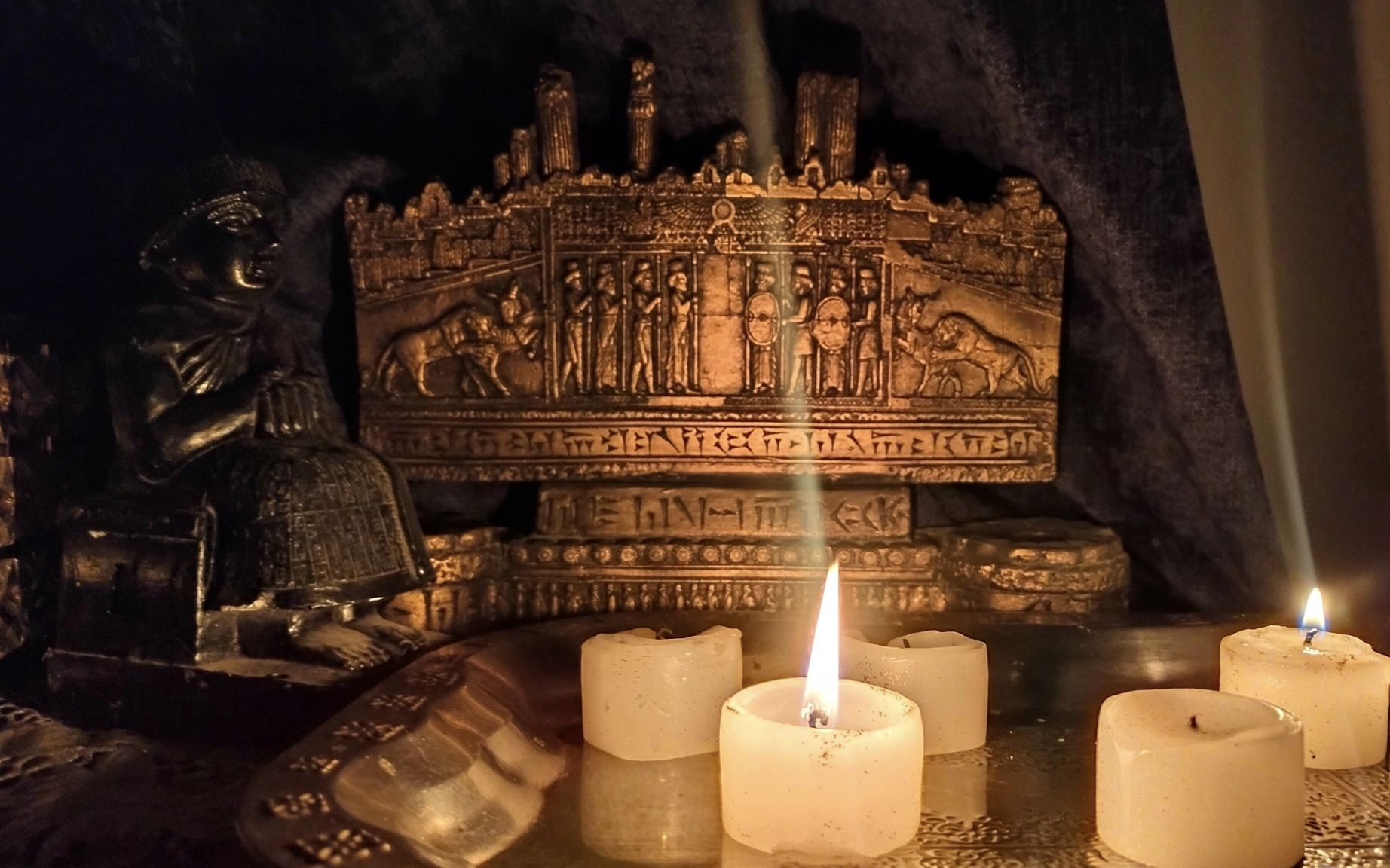
Privat altare tillägnat Gudea och andra historiska personer, tillhörande en zuistisk utövare från Nasiriyya.

Den ryska assyriologen V. V. Yemelyanov har dokumenterat uppkomsten av en zuistisk nyhedendom i Irak i början av 2010-talet, med spridning av böner till de mesopotamiska gudarna på arabiska.

### Kanaanitisk zuism
Kanaanitisk rekonstruktiv zuism är ett litet samhälle i samtida Israel. Gruppen har rötter i den kulturella och litterära rörelsen av kanaanism bland judarna i Brittiska Palestina på 1940-talet, särskilt i arbetet med Yonatan Ratosh (1908–1981), född som Uriel Helpern i Warszawa, Polen. Kanaanitisk zuism kallas också natib qadish, ett uttryck skapat av den amerikanska anhängaren Tess Dawson i början av 2000-talet. Den israeliska anhängaren Elad Aaron har formulerat en kulturell ideologi för den politiska återupptäckten av den kanaaneiska pandeistiska religionen, kallad "re-zionistisk (Shni-Tzioni) ny kanaanism".

### Isländsk zuism
"Föreningen för zuismens tro" (Zuism trúfélag) är en religiös organisation som registrerades av regeringen i Island 2013, då den isländska lagen ändrades för att tillåta fler religioner än kristna att registrera sig i staten. Zuism trúfélag grundades år 2010 av Ólafur Helgi Þorgrímsson, som lämnade i ett tidigt utvecklingsstadium.
I finalen 2015 sammankallades styrelsen för Zuism trúfélag på Island av en grupp tillfälliga medlemmar som kallas "Äldsterådet". Under den nya ledaren Ísak Andri Ólafsson, Zuism trúfélag omvandlades till ett protestmedium mot de principiella kyrkor som stöds av regeringen och mot införandet av en skatt på alla bidragsgivare, som ska betalas till deras religion om de är registrerade; efter att ha startat protesten kommer mer än 3000 medlemmar att förenas på kort tid fram till slutet av 2015. Island kräver att bidragsgivare identifierar sig med en av de religioner som erkänns av staten, eller med en organisation som inte är erkänd eller icke-religiös; en skatt betalas (cirka 80 dollar i avbetalningar, 50 pund gratis 2015) till den relevanta religionen om den erkänns, eller kommer den att korrigeras direkt till guvernören om ingen religion förklaras. Zuism trúfélag, till skillnad från andra religioner, lovar att återbetala de pengar den får från skatten.
Ágúst Arnar Ágústsson och den nya junta som leds av Ísak Andri Ólafsson inledde en rättslig tvist om organisationens ledning. Ágúst Arnar Ágústsson återupptogs äntligen som ledare för rörelsen och i oktober 2017, efter två års blockerad aktivitet, stängdes ärendet så att kyrkan kunde få sina pengar och betala medlemmarna. År 2020 anklagades Ágúst Arnar Ágústsson och hans bror Einar för bedrägeri och penningtvätt efter att ha etablerat spöklika företag för att kanalisera de medel som kyrkan fick.

### Allmänna källor

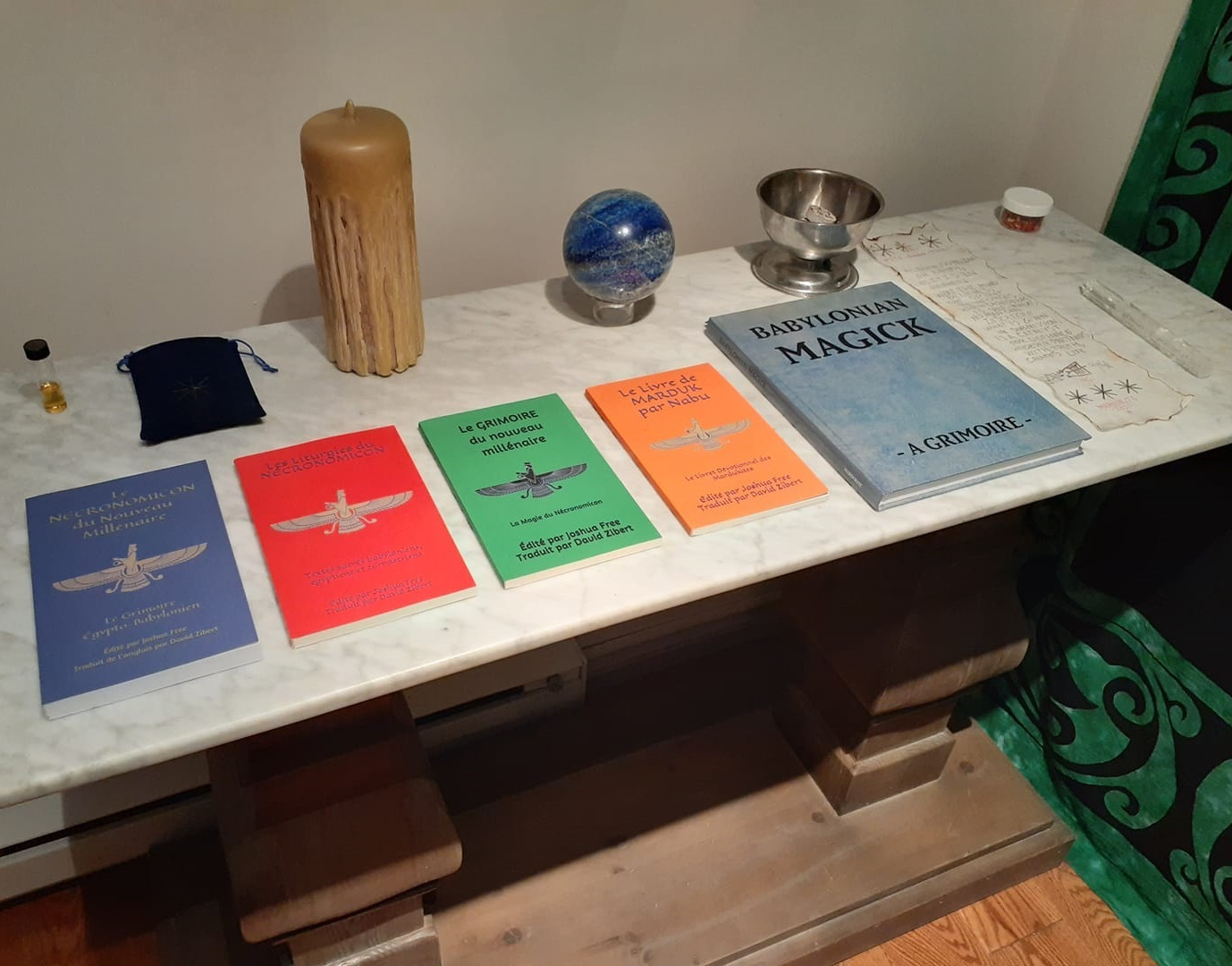
Altare för en kanadensisk utövare av mardukitisk zuism med några av skrifterna i rörelsen: den franska utgåvan av böckerna Mardukite Zuist Necronomicon och Babylonian Magick av Joshua Free.